# Sermizelles
Sermizelles é uma comuna francesa na região administrativa de Borgonha-Franco-Condado, no departamento de Yonne. Estende-se por uma área de 7,03 km². Em 2010 a comuna tinha 255 habitantes (densidade: 36,3 hab./km²).